# Série Mahatma Gandhi
La série Mahatma Gandhi est une série de billets de banque en roupies indiennes émise par la Banque de réserve de l'Inde (RBI). La série porte ce nom car l'avers des billets porte bien en évidence l'effigie de Mohandas Karamchand Gandhi. Depuis son introduction en 1996, cette série a remplacé tous les billets des séries Chapiteau aux lions (en) émis avant 1996. La Banque de réserve de l'Inde a introduit la série en 1996 avec les billets de 10 et 500 roupies. À l'heure actuelle, la RBI émet des billets de banque dans cette série en coupures de 5 à 100. L'impression de billets de cinq roupies, qui avait été arrêtée, a redémarré en 2009. En juillet 2015, plusieurs journaux, notamment dans le sud, ont signalé qu'une nouvelle série de billets de banque indiens, mettant en vedette le patrimoine des monuments, serait émise par la RBI.
Le 8 novembre 2016, le gouvernement indien annonce que les billets de 500 et 1000 roupie seraient démonétisés le lendemain et révèle les billets de 50 et 2000 roupies de la nouvelle série Mahatma Gandhi destinés à remplacer cette série.